# No World Order
No World Order! är det tyska power metal-bandet Gamma Rays sjunde studioalbum, utgivet i september 2001 på Sanctuary Records och i Japan på Victor.
"Heaven or Hell" gavs ut som singel (enbart i Japan), och en musikvideo spelades in till "Eagle".

## Låtlista
1. "Induction" – 0:59
2. "Dethrone Tyranny" – 4:15
3. "The Heart of the Unicorn" – 4:46
4. "Heaven or Hell" – 4:17
5. "New World Order" – 5:00
6. "Damn the Machine" – 5:04
7. "Solid" – 4:24
8. "Fire Below" – 5:34
9. "Follow Me" – 4:43
10. "Eagle" – 6:06
11. "Lake of Tears" – 6:48

Bonusspår på den japanska utgåvan
1. "Trouble" – 5:19

## Medverkande
Musiker
- Kai Hansen – sång, gitarr
- Henjo Richter – gitarr, keyboard
- Dirk Schlächter – basgitarr
- Dan Zimmermann – trummor

Produktion
- Kai Hansen – producent, inspelningstekniker
- Dirk Schlächter – producent, inspelningstekniker
- Ralf Lindner – mastering
- Hervé Monjeaud – omslagskonst
- Henjo Richter – design
- Fin Costello – foto